# Dicranomyia lethe
Dicranomyia lethe là một loài ruồi trong họ Limoniidae. Chúng phân bố ở miền Cổ bắc.